# Mallerenga capnegra americana
La mallerenga capnegra americana (Poecile atricapillus) és una espècie d'ocell passeriforme que pertany a la família Pàrids, és un ocell petit i no migratori nord-americà que viu als boscos caducifolis i mixtos. És l'ocell estatal de Massachusetts i Maine als Estats Units i l'ocell provincial de Nova Brunswick al Canadà. Als Estats Units és ben conegut per la capacitat per baixar la temperatura corporal durant les fredes nits d'hivern, la bona memòria espacial per reubicar els llocs on emmagatzema els aliments i l'audàcia envers els humans (de vegades s'alimenta de la mà).

## Taxonomia
L'any 1760, el zoòleg francès Mathurin Jacques Brisson va incloure una descripció de la mallerenga capnegra americana a la seva Ornithologie basada en un exemplar recollit al Canadà. Va utilitzar el nom francès «La mésange a tête noire» de Canada i el llatí Parus Canadensis Atricapillus. Encara que Brisson va encunyar noms llatins, aquests no s'ajusten al sistema binomial i no són reconeguts per la Comissió Internacional de Nomenclatura Zoològica. Quan el 1766, el naturalista suec Carl Linnaeus va actualitzar la seva «Systema Naturae» per a la 12a edició, va afegir 240 espècies que havien estat descrites anteriorment per Brisson. Un d'ells era la mallerenga capnegra americana. Linné va incloure una breu descripció, va encunyar el nom binomial Parus atricapillus i va citar el treball de Brisson. La ubicació del tipus es va restringir posteriorment al lloc de Quebec al Canadà. L'epítet específic atricapillus és llatí per a "pel negre" d'ater "negre" i capillus "cabell del cap".
Tot i que originàriament es va situar al gènere Parus junt amb la majoria d'altres mallerengues, les dades i la morfologia de la seqüència del citocrom b de l'ADNmt suggereixen que la separació a Poecile expressa de manera més adequada les relacions d'aquests ocells. El gènere Poecile havia estat introduït pel naturalista alemany Johann Jakob Kaup el 1829.[8] Els estudis filogenètics moleculars han demostrat que la mallerenga capnegra americana és tàxon germà de la mallerenga muntanyenca (Poecile gambeli).
Alguna vegada, es va considerar que la mallerenga capnegra americana era coespecífic de la mallerenga capnegra europea, a causa del seu aspecte molt similar. Això es reflecteix en una versió més antiga de la Peterson Field Guide for the Birds of Britain and Europe, que indica "N Am. Black-Capped Chickadee" com a nom alternatiu per a la mallerenga capnegra europea. De fet, aquesta, la mallerenga capnegra americana, la mallerenga d'aigua i la mallerenga de Carolina són totes molt semblants entre elles en aparença. Es reconeixen nou subespècies:
Es reconeixen nou subespècies:
- P. a. atricapillus (von Linné, 1766) - est de Canadà i nord-est d'USA.
- P. a. bartletti (Aldrich, & Nutt, 939) - Newfoundland i Miquelon.
- P. a. fortuitus (Dawson, 1909) - del sud de l'interior de la Colúmbia Britànica fins al nord-oest de Montana i al nord-oest d'Idaho.
- P. a. garrinus (Behle, 1951) - Muntanyes Rocoses (sud-est d'Idaho a Wyoming, est d'Utah i Nou Mèxic).
- P. a. nevadensis (Linsdale, 1938) - Gran conca dels Estats Units (d'Oregon fins a Idaho, Nevada i Utah).
- P. a. occidentalis (Baird, 1858) - Extrem sud-oest de la Colúmbia Britànica al nord-oest de Califòrnia (a l'oest de les cascades).
- P. a. practicus (Oberholser, 1937) - nord-est d'USA (Regió dels Apalatxes)
- P. a. septentrionalis (Harris, 1846) - oest de Canadà i centre d'USA.
- P. a. turneri (Ridgway, 1884) - Alaska adjacent al nord-oest del Canadà.

## Descripció

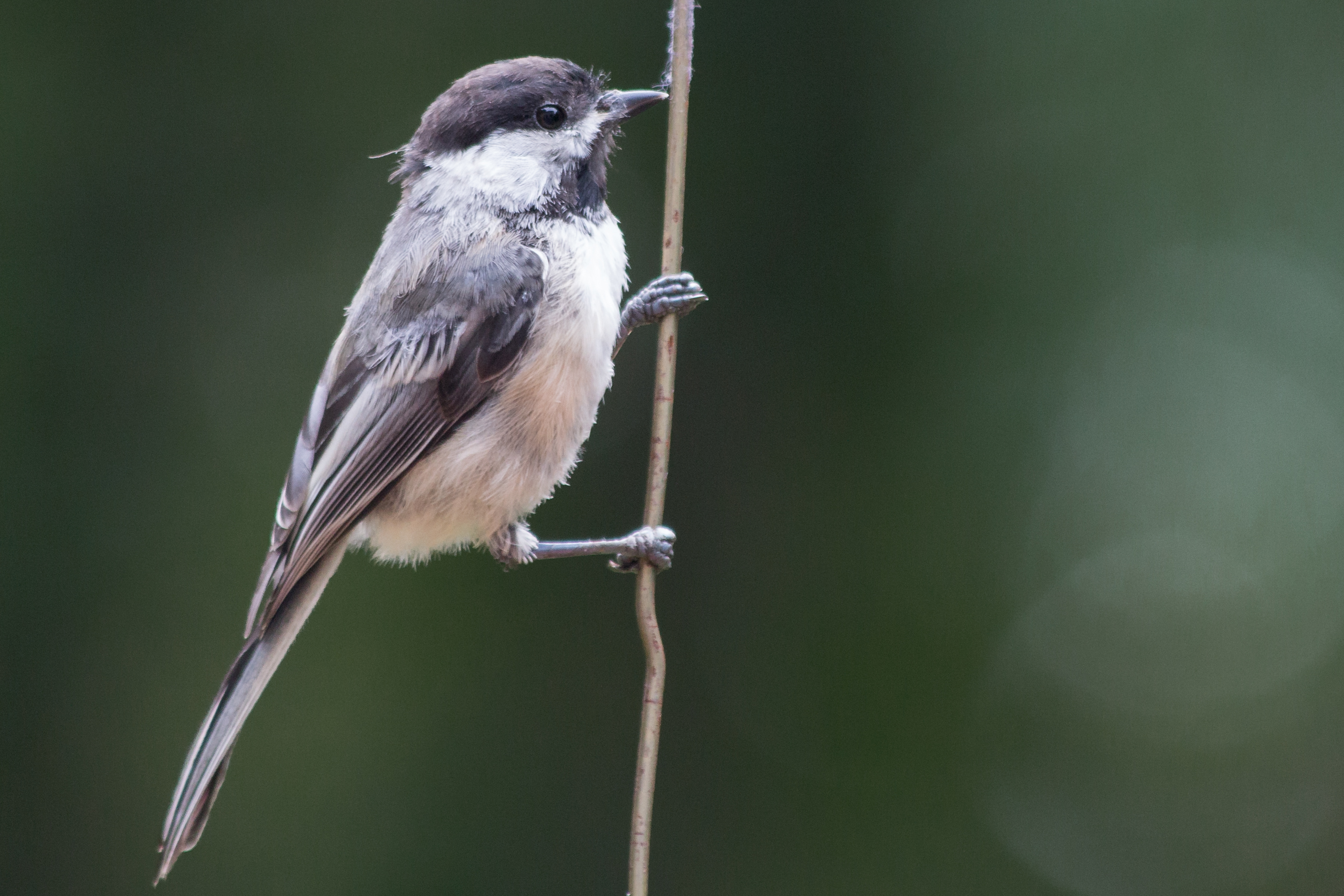
Mallerenga capnegra americana aferrada a un filferro.

La mallerenga capnegra americana té un casquet negre i un "pitet" amb els costats blancs a la cara. Les parts inferiors són blanques amb marró rovellat als flancs. El dors és gris i la cua és normalment gris pissarra. Aquest ocell té un bec curt i fosc de 8–9,5 mm, ales curtes i arrodonides de 63,5–67,5 mm, un tars de 16–17 mm i un cua llarga de 58–63 mm. La longitud corporal total és de 12 a 15 cm, l'envergadura de les ales és de 16 a 21 cm i la massa corporal és de 9 a 14 g. Els sexes s'assemblen, però els mascles són una mica més grossos i més llargs que les femelles.
Tot i que generalment es pot utilitzar l'àrea de distribució per separar-los, té un aspecte molt semblant al de la mallerenga de Carolina. La capa negra de mitjana és més grossa, però no es pot utilitzar de manera fiable per a la identificació. La diferència més òbvia entre els dos està en les plomes de les ales. En la mallerenga capnegra americana, les plomes de les ales tenen vores blanques que són més grosses i conspícues que les de la mallerenga de Carolina. Sovint es confon aquesta última amb la capnegra americana que pateixen distròfia de plomes, que de vegades afecta l'aspecte de les plomes primàries fent-les semblar més primes, un fenomen causat per malalties com la esteatosi hepàtica en ocells desnodrits. En general, la mallerenga de Carolina sembla una mica més pàl·lida, mentre que els flancs de la capa negra poden semblar tenir un rastre de coloració groguenca o rovellada. A més, el pitet negre generalment té un pitet negre d'aspecte més malforjat mentre que el pitet de la mallerenga de Carolina té un aspecte més suau. Aquestes característiques subtils sovint són encara més vagues a les poblacions al voltant de les quals es superposen en l'àrea de distribució respectiva (possiblement el resultat d'híbrids) i les dues no sempre es poden distingir com a dues espècies. Antigament es pensava que les dues espècies es distingien fàcilment per la crida, però sovint aprenen les vocalitzacions de l'altre on els seus rangs es superposen (el seu punt de superposició és una banda estreta que recorre el centre est dels Estats Units, amb una franja de la capnegra fins a el nord). Un ocell situat prop de la zona de superposició que canta ambdues cançons, o canta cançons "estranyes", no es pot identificar positivament només per la veu al camp.

## Vocalització

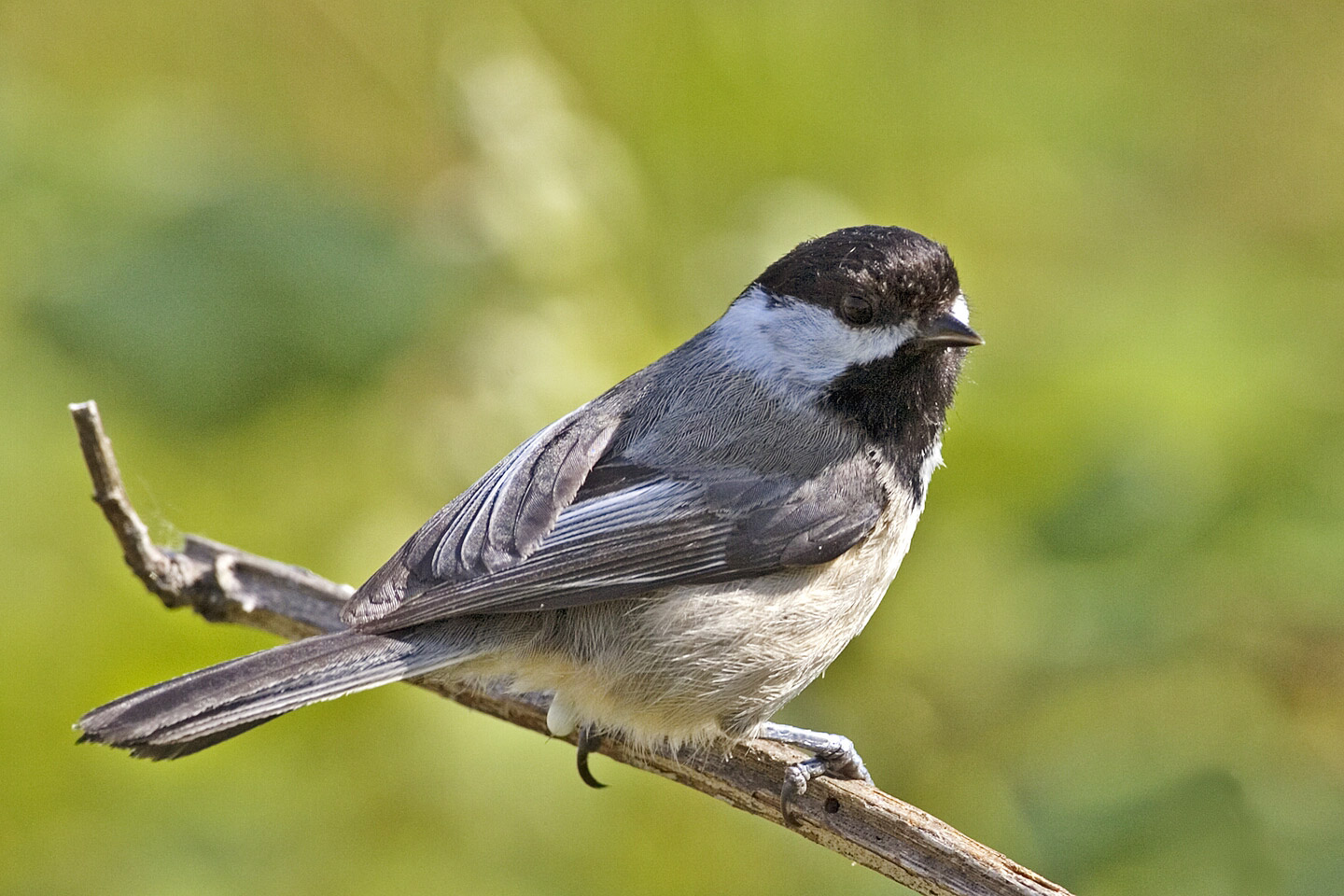
Mallerenga capnegra americana, parc regional de la platja d'Iona.

Les vocalitzacions són molt complexes. S'han classificat tretze tipus diferents de vocalitzacions, moltes de les quals són complexes i poden comunicar diferents tipus d'informació. Les vocalitzacions complexes de les mallerengues són probablement una adaptació evolutiva al seu hàbitat: viuen i s'alimenten en una vegetació densa i fins i tot quan la bandada és a prop, els ocells individuals tendeixen a ser fora del rang visual dels altres.
Un dels sons més reconeixibles produïts, especialment pels mascles, és el cant "fee-bee". És un xiulet senzill i clar de dues notes, idèntiques en ritme, la primera aproximadament un pas sencer per sobre de la segona. El rang de freqüències en què comença aquest cant varia; el rang de freqüències complet abasta aproximadament 1 kHz. Dins d'aquest rang, els mascles poden cantar en diferents tons. La freqüència mitjana d'inici és d'uns 4000 Hz. Es produeix una disminució d'aproximadament 200 Hz quan fa la primera nota ("fee"), i després es produeix una altra disminució al voltant de 400 Hz entre el final de la primera i l'inici de la segona ("bee"). Malgrat aquests múltiples canvis de freqüència, però, qualsevol que escolti el cant només escolta un to pur i d'alta freqüència. Aquest cant és clarament diferent al de quatre notes de la mallerenga de Carolina ("fee-bee fee-bay"); les notes més baixes són gairebé idèntiques, però s'ometen les notes més altes, la qual cosa fa que la cançó de la mallerenga capnegra americana sigui com un "bee bay". Els mascles fan aquest cant només quan estan relativament sols. A finals d'estiu, alguns ocells joves canten només una nota.
Un estudi recent va trobar que el cant "fee-bee" de les femelles té similituds i diferències amb el dels mascle. Els dos sexes de vegades fan una versió tènue del cant i sembla que l'utilitzen quan alimenten els pollets. Quan els mascles són lluny del niu, fan aquest cant per defensar el territori o atraure una parella. És rar, però s'han donat alguns casos de femelles que fan una versió més forta del cant "fee-bee" quan són soles a la natura. La mallerenga capnegra americana és una espècie monomòrfica, per la qual cosa és difícil distingir mascles i femelles basant-se únicament en el cant. Una anàlisi bioacústica realitzada tant en cants de mascles com de femelles va revelar que el cant "fee-bee" dels mascles fluctua més i que l'amplitud absoluta d'ambdós sexes és la mateixa. La nota "fee" glissando varia molt més en les femelles, la qual cosa facilita la identificació de cada sexe. El propòsit del cant "fee-bee" de la femella és desconegut.
El cant més familiar és el "chick-a-dee-dee-dee", que li va donar el nom (en anglès) a aquest ocell. Aquest cant de so senzill és sorprenentment complex. Els científics l'estudien des de mitjans dels anys setanta. És produït tant per mascles com per femelles durant tot l'any. S'ha observat que consta de fins a quatre unitats diferents que es poden organitzar en diferents patrons per comunicar informació sobre les amenaces dels depredadors i la coordinació del moviment del grup: La, Si, Do i Re. Aquestes quatre notes només apareixen en aquest ordre consecutiu amb cada nota anterior barrejant-se amb la següent. No obstant això, és possible que no apareguin les quatre notes en el cant. Igual que altres sons que produeix aquesta mallerenga, es pot escoltar en múltiples variacions. Les notes La i Si són gairebé idèntiques entre elles tant en freqüència com en durada. La mallerenga capnegra americana té la capacitat de notar ràpidament la diferència entre aquestes dues notes. Pel que fa a les notes Do i Re, no es veu cap similitud real entre elles. La nota Do fluctua de baix a alt i després torna a baix, mentre que la nota Re té una freqüència constant. Tot i que no es va confirmar, un estudi va trobar proves d'una funció darrere de les notes Do i Re. Per poder reconèixer la diferència entre un membre de la mateixa espècie i un potencial depredador, cal la nota Re. La nota Do és necessària per localitzar els aliments.
Ni les notes individuals ni els grups de notes tenen la mateixa probabilitat d'aparèixer a en el cant "chick-a-dee-dee-dee". La forma de sintaxi pot adoptar diverses estructures diferents, però les dues que s'escolten més habitualment són [La][Re] i [Si][Do][Re]. (Els claudàtors es col·loquen al voltant de cada nota per mostrar que es pot repetir més d'una vegada). El més habitual és el cant que conté la nota Re. Un estudi recent del cant va demostrar que el nombre de "dee" indica el nivell d'amenaça dels depredadors propers. En una anàlisi de més de 5.000 crits d'alarma de mallerengues, les crides d'alarma provocades per rapinyaires petits i perillosos tenien un interval més curt entre "chick" i "dee" i tendien a tenir "dees" addicionals, normalment quatre en lloc de dos. En un cas, un crit d'advertència sobre un mussolet, una amenaça principal per a les mallerengues, contenia 23 "dees". La mallerenga de Carolina fa una crida semblant, però és més ràpida i aguda.
Aquestes mallerengues tenen una sèrie d'altres trucs i sons, com ara un soroll de gàrgares que solen utilitzar els mascles per indicar la intenció d'atacar a un altre mascle, sovint quan s'alimenten. Aquest crit també s'utilitza en contextos sexuals. La mallerenga capnegra americana desenvolupa el soroll de gàrgares com a resultat de l'aprenentatge que comença poc després del naixement i continua fins a l'edat adulta. Aquest soroll és un dels més complexos dels cants, que conté de 2 a 9 de 14 notes diferents en una població que es va estudiar. Només dura aproximadament mig segon. L'aprenentatge social, en particular, influeix en gran manera en el desenvolupament d'aquest so. A partir de 30 a 35 dies després del naixement, ja produeixen cadenes de baixa amplitud o sub-gàrgares durant aproximadament un minut. En aquest moment, els joves tenen diverses estretes interaccions amb la seva família; aprenen a produir aquests sons escoltant els pares i germans. Es van observar tres poblacions de mallerengues en tres llocs diferents durant 8 anys i totes van produir vocalitzacions molt semblants entre elles. Les cadenes de sub-gàrgares juvenils són gairebé perfectament contínues i amb freqüència baixa i inestable, però no tenen múltiples síl·labes. Quan les habilitats vocals estan completament desenvolupades, produeixen una freqüència estable i s'escolta una varietat de síl·labes que varien en longitud.
Les mallerengues en un entorn amb soroll ambiental amb les mateixes freqüències que els seus cants, han desenvolupat una adaptació evolutiva que els permet ajustar la freqüència d'aquests cant molt més ràpidament per comunicar-se eficaçment amb la població circumdant. Es van monitorar el cant "fee-bee" de diversos mascles per identificar la freqüència particular. En un estudi en particular, es va reproduir una sèrie de tons d'emmascarament i sense emmascarament a diversos mascles en diversos llocs per observar com responien als senyals interferents i no interferents. Quan interactuaven amb els coespecífics propers, els mascles coincidien amb les seves freqüències, però quan l'entorn circumdant era sorollós amb altres espècies, els mascles s'adaptaven augmentant la freqüència dels cants. Els mascles van respondre ràpidament als tons d'emmascarament augmentant les freqüències dels cants. Un altre estudi, però, va demostrar que els mascles de vegades coincideixen intencionadament amb els tons dels coespecífics competidors com a forma de mostrar agressivitat. Els mascles dominants d'una població sovint competeixen amb els mascles de rang inferior; un no està en major o menor avantatge que l'altre. Els "concursos" de cant són una manera com els mascles decideixen qui, d'una població, s'aparella. Quan un mascle perd una competició, especialment un mascle de rang superior en la població, sovint tindrà dificultats per trobar parella.

## Comportament i ecologia

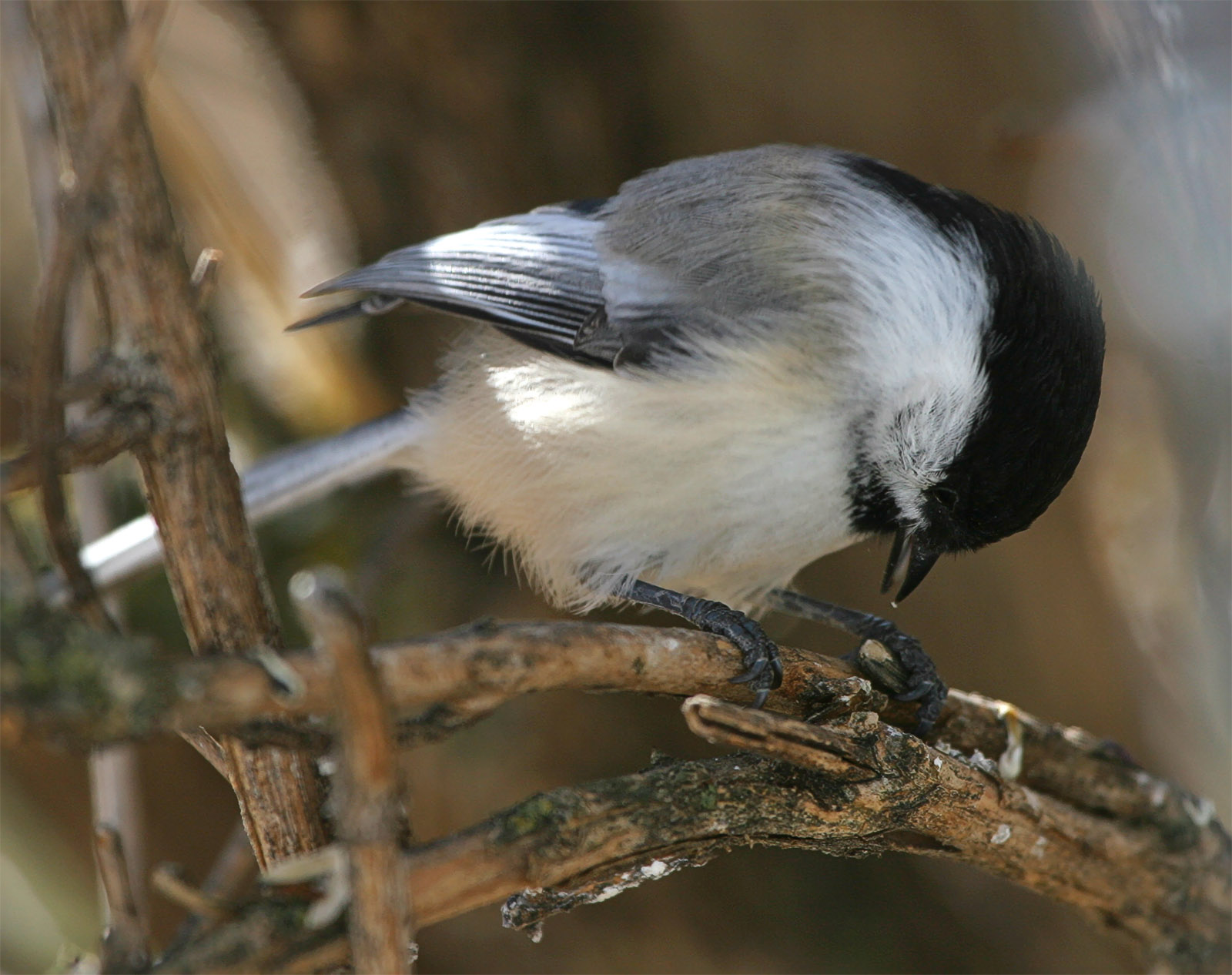
La mallerenga capnegra americana porta una llavor des de la menjadora a una branca d'un arbre per obrir-la.

### Dieta i alimentació
Els insectes (sobretot les erugues) formen una gran part de la dieta a l'estiu. Els ocells salten per les branques dels arbres a la recerca d'aliment, de vegades penjats cap per avall o flotant; poden fer vols curts per atrapar insectes a l'aire. Les llavors i les baies adquireixen més importància a l'hivern, encara que els ous i les pupes d'insectes continuen al menú. De les menjadores per a ocells agafen fàcilment les pipes de gira-sol. Els ocells agafen una llavor al bec i solen volar fins a un arbre proper, on procedeixen a martellejar la llavor en una branca per obrir-la.
Com moltes altres espècies de la família dels paridae, les mallerengues capnegra americana solen guardar menjar, sobretot llavors, però de vegades també insectes. Emmagatzemen individualment les llavors en diversos llocs com ara escorça, fulles mortes, grups d'agulles de coníferes o nusos. La memòria per a la ubicació dels amagatalls cau pot durar fins a 28 dies. En les primeres 24 hores, els ocells fins i tot poden recordar la qualitat relativa dels articles emmagatzemats.
El comportament en l'alimentació a l'hivern tendeix a disminuir a causa del canvi climàtic. Aquest comportament està molt influenciat pel vent i la temperatura. Quan la velocitat del vent és més alta, les mallerengues capnegra americana eviten l'exposició a aquestes condicions volant més avall on la vegetació ofereix un cert grau de protecció, i quan la temperatura disminueix, busquen menjar amb menys freqüència.

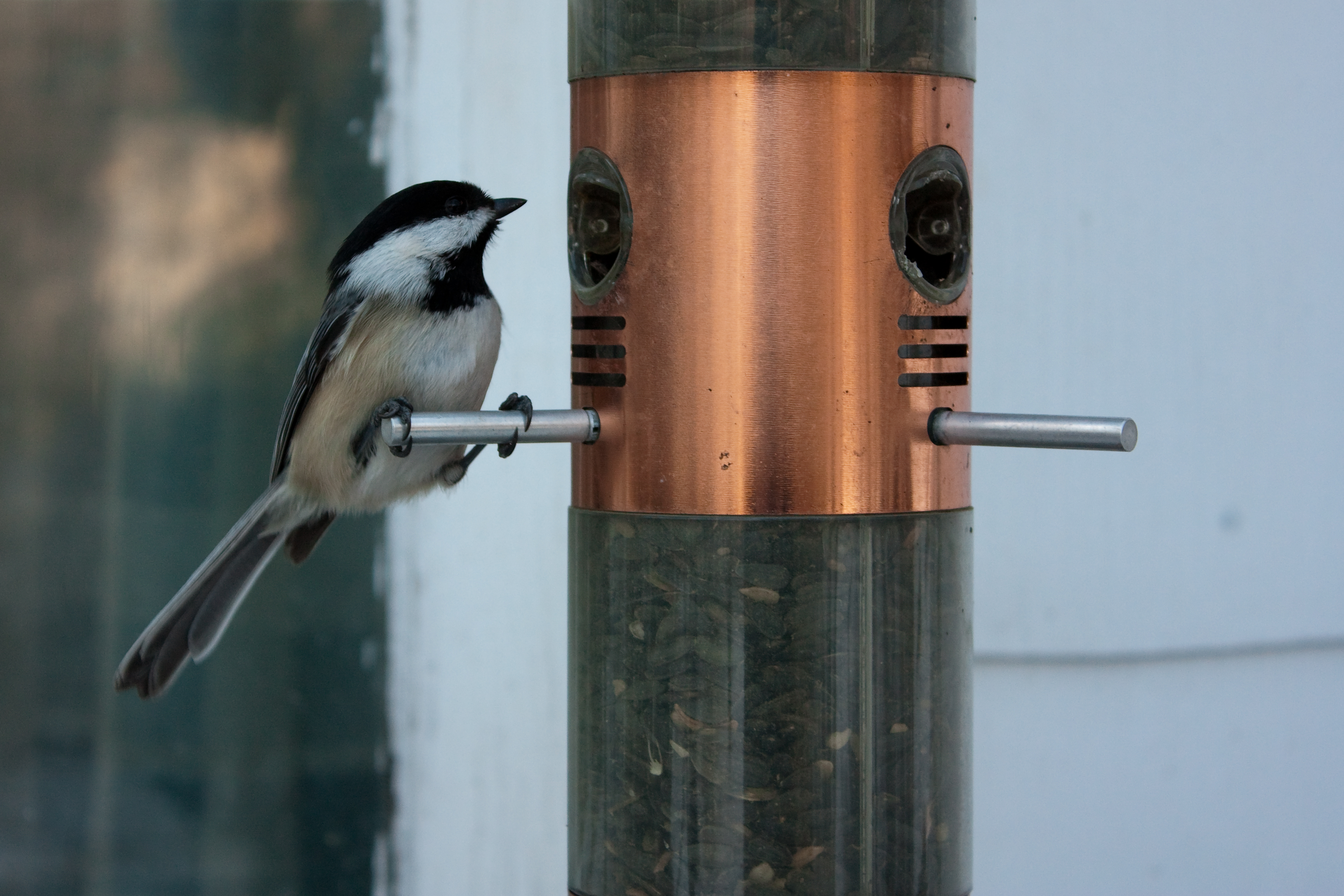
Mallerenga capnegre americana en una menjadora.

A parts de l'àrea de distribució de la mallerenga capnegra americana amb hiverns frígids, com ara Minnesota, les taxes de supervivència es veuen afectades per l'accés a aliments suplementaris. Les mallerengues amb accés a alimentadors d'ocells tenen el doble de probabilitats de sobreviure a l'hivern que els que no tenen accés a aquest aliment suplementari. Aquesta diferència en les taxes de supervivència es produeix principalment durant els mesos amb temps violent quan la temperatura baixa per sota dels -18 °C durant més de cinc dies. A Pennsilvània, a l'extrem sud de la seva distribució que té hiverns més suaus, les diferències entre les poblacions amb i sense menjadores suggereixen que aquests estris influeixen en els moviments de les mallerengues més que en la supervivència real.

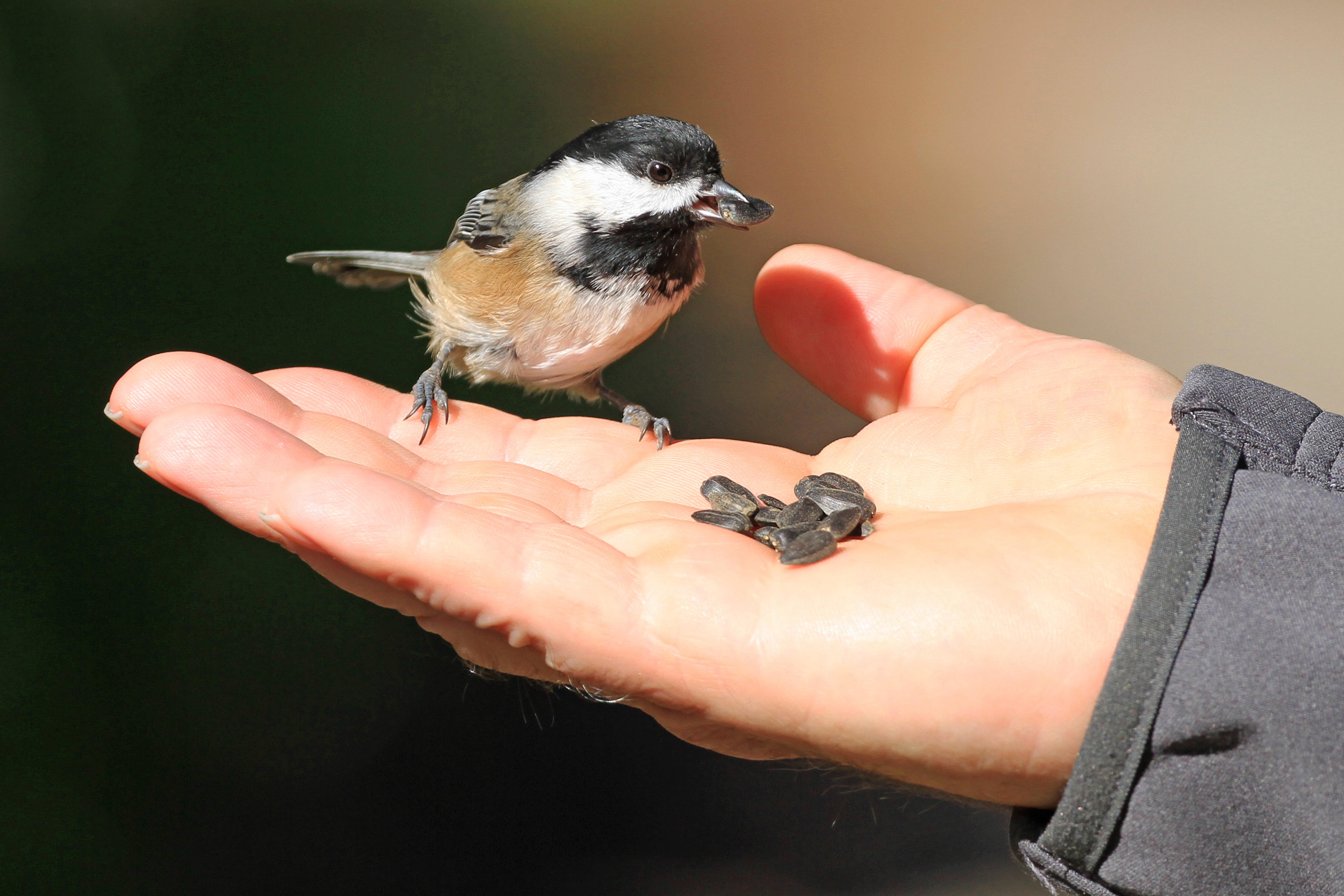
Mallerenga alimentant-se de la mà.

Als alimentadors d'ocells, la mallerenga capnegra americana tolera l'aproximació humana en un grau molt més alt que altres espècies. De fet, durant l'hivern, molts individus acostumats a la presència humana accepten fàcilment les llavors de la mà d'una persona.

### Metabolisme
A les fredes nits d'hivern, aquests ocells poden reduir la temperatura corporal fins a 12 °C (la seva temperatura normal és d'uns 42 °C) per conservar energia. Aquesta capacitat de letargia no és gaire freqüent en els ocells. Altres espècies d'ocells capaços de fer-ho són el falciot negre (Apus apus), l'enganyapastors de Nuttall (Phalaenoptilus nuttallii), l'enganyapastors de doble collar (Chordeiles acutipennis) i diverses espècies de colibrís.

### Moviments
Aquests ocells són residents permanents, però de vegades es mouen cap al sud dins del seu abast, i fins i tot fora d'ell, a la tardor o a l'hivern.
Durant l'hivern, sovint s'agrupen. En aquestes bandades sovint es poden trobar moltes altres espècies d'ocells, com ara altres espècies de mallerengues, trepadors i bosquerolaes. Les bandades mixtes es mantenen juntes perquè les mallerengues criden sempre que troben una bona font d'aliment. Aquesta crida crea cohesió per al grup, permetent que els altres ocells trobin menjar de manera més eficient. Quan s'agrupen, les mallerengues capnegra americana aviat estableixen una rígida jerarquia social. En aquestes jerarquies, els mascles solen situar-se per sobre de les femelles i els ocells més grossos per sobre dels joves.
Aquestes mallerengues dormen en una vegetació espessa o en cavitats, generalment aïllades, encara que de tant en tant poden dormir agrupades. La postura per dormir és amb el bec ficat sota les plomes escapulars (espatlles).
El vol és lleugerament ondulat amb batecs ràpids d'ala. La velocitat del vol és d'uns 20 km/h.

### Muda
Les mallerengues muden un cop l'any, no es produeix cap muda prenupcial a la primavera. La muda postjuvenil al final del primer estiu de vida és parcial i només inclou les plomes corporals i les cobertores alars. A partir de llavors, les mudes postnupcials al final de cada estació reproductiva són sempre completes i inclouen totes les plomes.

### Cria

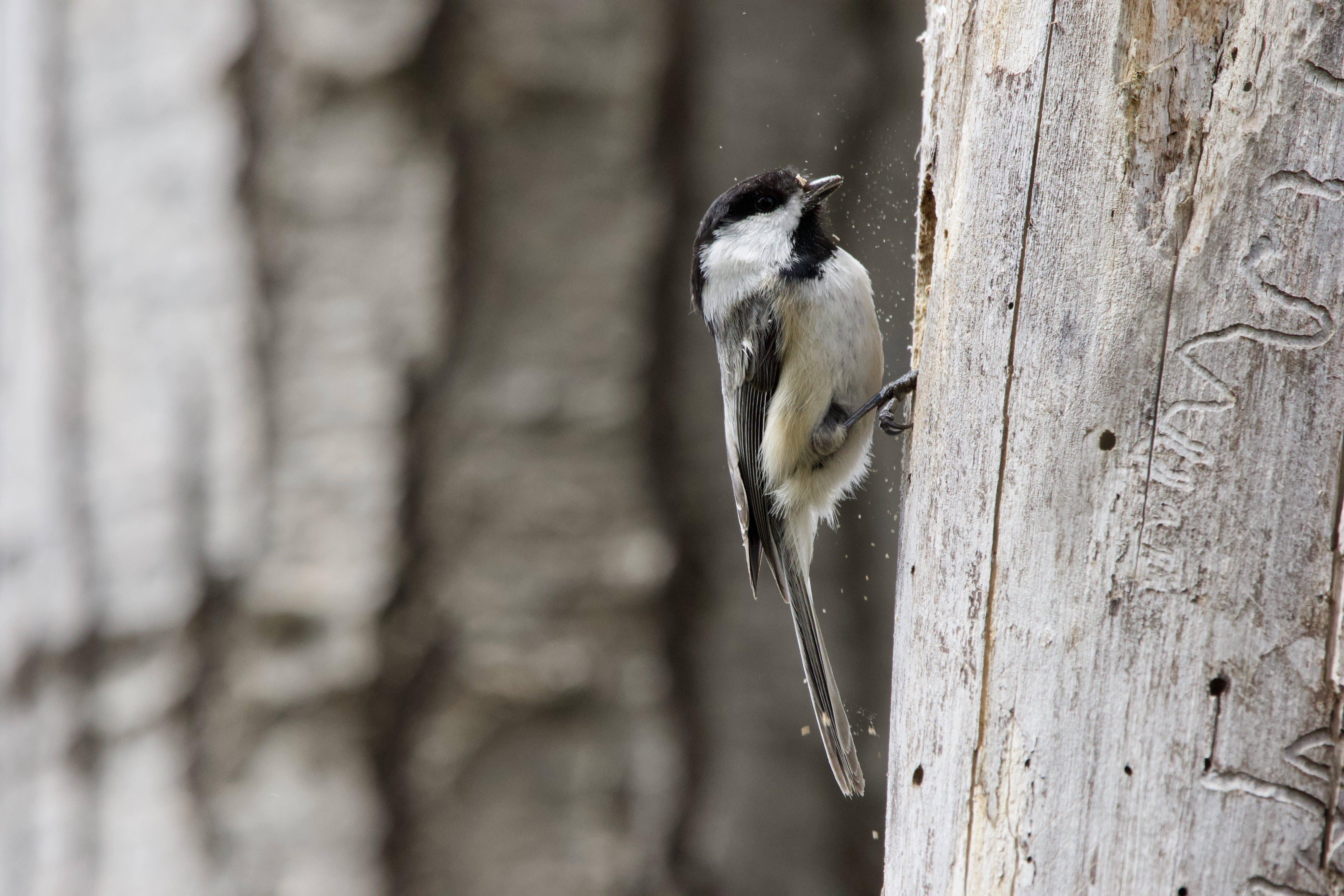
Mallerenga capnegra americana excavant una cavitat en un arbre mort per a fer un niu.

La mallerenga capnegra americana fa el niu en un forat d'un arbre, d'1 a 7 m sobre el sòl. La parella excava el forat junts o utilitza una cavitat natural o, de vegades, un vell niu de picot. Aquesta espècie també pot utilitzar una caixa niu. La temporada de nidificació és des de finals d'abril fins a juny. El niu el construeix només la femella. Consisteix en una base de material gruixut com ara molsa o tires d'escorça i un revestiment de material més fi com el pèl de mamífer. Els ous són blancs amb punts fins de color marró vermellós concentrats a l'extrem més gros. De mitjana, els ous mesuren 1,52 cm × 1,22 cm. La mida de la posta és de sis a vuit ous. La incubació dura d'11 a 14 dies i només la fa la femella, que és alimentada pel mascle. Si es produeix una pertorbació inusual a l'entrada del niu, la femella en incubació pot emetre un xiulet explosiu, com el d'una serp, una adaptació probable per desanimar els depredadors del niu.
Les cries són altricials, nues amb els ulls tancats. Els nius són alimentats pels dos sexes, però només són criats per la femella (quan el mascle li porta menjar, que passa a les cries). Les cries surten del niu entre 12 i 16 dies després de l'eclosió, en gran part perquè els pares comencen a presentar menjar només fora del forat del niu. Les cries encara són alimentades pels pares durant diverses setmanes, però són capaços d'agafar el menjar per si soles en una setmana després de deixar el niu.
Les mallerengues capnegra americana solen reproduir-se només un cop l'any, però les segones cries són possibles si es perd la primera. La primera cria és a l'any d'edat. La vida útil màxima registrada és de 12 anys, però la majoria dels individus viuen només la meitat d'aquest temps.
Aquestes mallerengues són socialment monògames i els mascles contribueixen molt a la reproducció. Durant els períodes de posta i incubació, els mascles alimenten les seves parelles. Quan les cries es desclouen, els mascles són els principals proveïdors, però a mesura que creixen les cries, les femelles es converteixen en les principals cuidadores. Les femelles prefereixen els mascles dominants, i un major èxit reproductiu està estretament relacionat amb el rang més alt del mascle.
La mallerenga capnegra americana pot creuar-se amb la mallerenga de Carolina o amb la mallerenga muntanyenca on els seus rangs es superposen. Sembla que és més rar, però també s'ha documentat el mestissatge amb la mallerenga boreal.

### Jerarquia de domini
Durant l'hivern, l'espècie forma bandades a través de les quals es poden observar fàcilment les jerarquies de domini. Les jerarquies de domini tenen un paper important a l'hora de determinar els comportaments socials entre els ocells d'aquestes bandades. Les correlacions positives amb els rànquings socials més alts inclouen l'extensió del territori, la condició corporal, la taxa de cant i l'èxit reproductiu. Les jerarquies són lineals i estables; un cop s'estableix una relació entre dos ocells, es manté igual durant molts anys. En general, els ocells més grans i amb més experiència són dominants sobre els més joves i els mascles són dominants sobre les femelles. Els membres dominants i subordinats difereixen en les seves estratègies d'alimentació i comportaments de risc. Els individus dominants controlen l'accés als recursos preferits i restringeixen els subordinats a buscar menjar en entorns nous, més arriscats o no tant òptims. Sovint s'observa que els individus subordinats s'alimenten a les parts més externes dels arbres que són més propenses als depredadors, mentre que els individus dominants s'alimenten baix i prop del tronc de l'arbre. En els experiments, els individus subordinats mostren menys neofòbia quan s'apropen a aliments i objectes nous, en comparació amb els seus homòlegs dominants. Els individus subordinats també són més propensos a entrar en entorns nous que els seus homòlegs dominants. Això és similar als primats subordinats, que s'alimenten d'aliments nous més fàcilment que els individus dominants perquè estan més acostumats a menjar aliments deficients i desconeguts. No s'observa cap diferència en la capacitat d'aprendre noves tasques d'alimentació entre individus dominants i subordinats.

## Ocell estatal i provincial
La mallerenga capnegra americana és l'ocell estatal de Maine i Massachusetts i l'ocell provincial de Nou Brunswick. L'any 2014, va ser nomenat ocell oficial de Vancouver per al 2015. El 2022, ho va ser de Calgary, Alberta. L'ocell apareix de manera destacada a la matrícula estàndard de Maine, així com als rètols de benvinguda a les principals carreteres de Massachusetts.

## Conservació
La UICN classifica la mallerenga capnegra americana com a "Risc Mínim" a causa de la seva àmplia distribució i grans poblacions. A Alaska i Washington i a parts de l'oest del Canadà es troben entre una sèrie d'espècies d'ocells afectades per un agent desconegut que està causant deformitats del bec i pot causar estrès a les espècies afectades en inhibir la capacitat d'alimentació, l'aparellament i la preparació. La mallerenga capnegra americana va ser la primera espècie d'ocell afectada amb informes de la deformitat que van començar a Alaska a finals de la dècada de 1990, però més recentment s'ha observat la deformitat en prop de 30 espècies d'ocells a les zones afectades.